# Anatole France
Jacques Anatole François Thibault, poznatiji pod pseudonimom Anatole France (Pariz, 16. travnja 1844. – Saint-Cyr-sour-Loire, 12. listopada 1924.) francuski je književnik i nobelovac.
Rođen u obitelji poznatog pariškog knjižara, rano ulazi u svijet knjiga, među kojima će kao književnik i bibliotekar provesti sav svoj život. Afera Alfred Dreyfus, u kojoj se oštro založio za reviziju procesa, znači prekretnicu u njegovu životu i stvaranju - izlazi iz knjiške izolacije, pristupa socijalistima i prelazi na ideološki angažiranu književnost. 
U prvom razdoblju svog književnog rada France je prije svega estet i deletant, te objavljuje stihove u duhu Parnasa, impresionističke kritike i romane, u kojima, bez obzira tretira li suvremenu ("Zločin Silvestra Bonnarda", 1881.) ili povijesnu tematiku  ("Thaïs", 1890., "Pečenjarnica kraljice Pédauque", 1893. i dr), dominira skepticizam i esteticizam. 
Nakon Dreyfusove afere daje oštru društvenu kritiku u "Suvremenoj historiji"' i u nizu filozofsko-satiričkih romana ("Otok pingvina", 1908., "Bogovi žeđaju", 1912., "Pobuna anđela", 1914.). Napisao je i nekoliko djela autobiografskog karaktera ('"Knjiga moga prijatelja"', 1885., '"Mali Pierre"', 1918. i dr.). 
Iako nije nikad postigao široku popularnost, France je bio jedan od najistaknutijih književnika na razmeđu stoljeća i glas svijesti svoje generacije, a skepticizmom, duhovitošću i ironijom, rafiniranim smislom za ljepotu i izvanrednim stilom, privlači i danas intelektualnu književnu publiku. 
Dobitnik je Nobelove nagrade za književnost za 1921. godinu.
Ostala djela:
- "Crveni ljiljan"
- "Život u cvatu"